# 김사월X김해원
김사월X김해원은 대한민국의 2인조 포크 듀오이다. 싱어송라이터 김사월과 김해원으로 구성되었다.

## 발자취
홍대를 중심으로 각기 따로 싱어송라이터로서 활동해오던 김사월과 김해원은 2013년 10월 김해원의 제의로 듀오를 결성하였다. 2014년 EP 비밀을 발매하였고, 2015년 한국대중음악상 5개 부문의 후보로 선정되었다. 2015년 2월 26일에 열린 한국대중음악상 시상식에서 '올해의 신인'과 '최우수 포크 음반' 2개 분야에서 수상하였다.

## 구성원
- 김사월 (보컬, 기타) - 여자
- 김해원 (보컬, 기타) - 남자

## 작품 목록

### EP
- 비밀 (2014년)
  1. 비밀
  2. 지옥으로 가버려
  3. 안아줘
  4. 사막 part1
  5. 회전목마
  6. 사막 part2
  7. 사막 Part2 (Single Ver)

### 싱글
- Fafafa (2016년)
- 허니 베이비 (Honey Baby) (2016년)

## 수상 목록
- 2020년 제40회 한국영화평론가협회상 음악상 (윤희에게)